# پیکسیز در بی‌بی‌سی
پیکسیز در بی‌بی‌سی (به انگلیسی: Pixies at the BBC) یک آلبوم گردآوری‌شده از نشست‌های رادیویی گروه آلترنیتیو راک امریکایی، پیکسیز، در بی‌بی‌سی است. این آلبوم توسط ناشر آن موقع گروه، ۴ای‌دی، در تاریخ ۶ ژوئیه ۱۹۹۸ در بریتانیا و همچنین توسط ناشر دیگری به نام الکترا رکوردز، در تاریخ ۱۴ ژوئیه ۱۹۹۸ در ایالات متحده عرضه شد که این پنج سال پس از منحل شدن گروه بود. این آلبوم، در نشست‌هایی که گروه بین سال‌های ۱۹۸۸ تا ۱۹۹۱ در بی‌بی‌سی برگزار کرده بود، تهیه شده بود و از این آلبوم، به خاطر داشتن صدایی خام و کم‌رشدکرده یاد می‌شود.